# Saint-Hilaire-sur-Benaize
Saint-Hilaire-sur-Benaize là một xã ở tỉnh Indre ở miền trung nước Pháp. Xã này có diện tích 32,61 km², dân số năm 1999 là 303 người. Khu vực này có độ cao trung bình 93 mét trên mực nước biển.
Thị trấn này nằm trong công viên tự nhiên vùng Brenne.
Sông Benaize tạo thành một phần biên giới phía nam.